# Genidens barbus
Genidens barbus és una espècie de peix de la família dels àrids i de l'ordre dels siluriformes.

## Morfologia
- Els mascles poden assolir 50 cm de longitud total.[6][7]

## Hàbitat
És un peix demersal i de clima subtropical.

## Distribució geogràfica
Es troba a l'Atlàntic sud-occidental: des de la conca del Riu de La Plata fins a l'est del Brasil.

## Longevitat
Pot arribar a viure 36 anys.